# Kanton Cherbourg-Octeville-Sud-Est
Cherbourg-Octeville-Sud-Est is een voormalig kanton van het Franse departement Manche. Het kanton maakte deel uit van het arrondissement Cherbourg.
Het kanton omvatte uitsluitend een deel van de toenmalige gemeente Cherbourg-Octeville. Op 22 maart 2015 werd het kanton opgeheven en werd Cherbourg-Octeville opnieuw ingedeeld in de kantons Cherbourg-Octeville-1, -2 en -3.